# Pedro Jara del Villar
Pedro Jara del Villar (San Felipe, 1898 - Santiago, 1966). Político radical chileno, hijo de Manuel Jara Jara y Adelina del Villar Reyes. Contrajo nupcias con Ester Guerra. Estudió en institutos particulares en San Felipe y Santiago.
Militante del Partido Radical. Fue elegido Diputado suplente (1942-1945), para sustituir la vacancia dejada por el renunciado parlamentario Alfredo Rosende Verdugo (PR), quien asumió el 1 de septiembre de 1941 como Ministro del Interior. Jara logró el cupo tras una elección complementaria, donde logró vencer al candidato liberal Rodolfo Guillermo Döll Rojas. 
Representó a la 5ª agrupación departamental que correspondía a las comunas de Petorca, San Felipe, Los Andes, por donde mismo fue reelegido Diputado (1945-1949), formando parte de la comisión permanente de Educación.
Miembro del Club de Hijos del Aconcagua, del Rotary Club y del Club de La Unión. 